# Amplitempora captiocula
Amplitempora captiocula là một loài bọ cánh cứng trong họ Cerambycidae.